# Вувулу
Вувулу (англ. Wuvulu) — остров в Тихом океане в составе Западных островов. Является территорией государства Папуа — Новая Гвинея. Административно входит в состав провинции Манус региона Айлендс.

## География
Вувулу является самым западным островом в составе Западных островов, являющихся частью архипелага Бисмарка. Остров расположен примерно в 416 км к западу от острова Манус и в 260 км к северу от города Вевак на острове Новая Гвинея.
Остров Вувулу представляет собой небольшой коралловый остров вулканического происхождения. Его площадь составляет около 14 км², а высшая точка достигает всего около 3 м. Длина острова составляет около 7,2 км, а ширина — около 4 км. Вувулу окружён окаймляющим рифом. Естественные гавани на острове отсутствуют.

## История
Остров Вувулу, как и соседний Ауа, был открыт 19 августа 1545 года испанским мореплавателем Иньиго Ортисом де Ретесом, посланным с экспедицией испанским королём Филиппом II из города Тидор на Молуккских островах в Новую Испанию. Путешественник дал название островам «Острова Белых Людей» (исп. Islas de Hombres blancos) из-за слегка светлого цвета лица их жителей. 19 сентября 1767 года острова были повторно открыты английским мореплавателем Филиппом Картеретом, который назвал Вувулу «островом Мейти» (англ. Maty Island) в честь Мэтью Мейти (англ. Mathew Maty), члена Королевского географического общества. В 1870 году капитан судна «Sir Andrews Hammond» Абрахам Бристоу (англ. Abraham Bristow) назвал остров Вувулу «островом Тигра» из-за дикости его островитян. В 1890 году на Вувулу поселился первый европеец, представитель немецкой торговой компании, который создал на нём торговую станцию по продаже копры. Однако спустя всего несколько месяцев местные жители сожгли все строения чужеземца, а его самого убили. Другая безуспешная попытка создания торговой станции на острове была предпринята также в 1896 году.
В 1893 году у острова причалил пароход «Ysabel», экипаж которого безуспешно попытался вербовать местных жителей для работы на Германскую Новогвинейскую компанию. Немецкий ботаник Карнбах, находившийся на борту, собрал коллекцию этнографических изделий островитян. В 1899 году на Вувулу побывал датский антрополог Ричард Паркинсон, а в 1903 году на нём обосновался другой датчанин, представитель Германской Новогвинейской компании. Он построил на острове дом, женился на островитянке (в семье родилось трое детей).
В 1884 году Вувулу стал частью германского протектората в Океании, а в 1914 году он был оккупирован австралийцами. С 1921 года Западные острова находились в управлении Австралии в качестве мандата Лиги наций, а после Второй мировой войны — ООН. С 1975 года Вувулу является частью независимого государства Папуа — Новая Гвинея.

## Население
В 2000 году на Вувулу проживало 1288 человек. Всё население проживает в двух небольших населённых пунктах, Ауна и Онне, расположенных на западном побережье острова.
Коренным языком местных жителей является язык вувулу-ауа, имеющий два диалекта: вувулу и ауа. Общее число носителей языка составляет около 1500 человек, 1300 из которых проживают на двух одноимённых островах.
На острове имеется взлётно-посадочная полоса.